# アルコRS-27形ディーゼル機関車
アルコRS-27は、アルコが生産した車軸配置B-B、ロード・スイッチャータイプの電気式ディーゼル機関車である。1959年12月から1962年10月にかけて27両が製造された。センチュリー・シリーズへの過渡的なモデルである。

## 解説
本形式は、アルコの4動軸ロード・スイッチャーシリーズの出力増大版である。本形式が製造されるまでは、出力2,400馬力(1,800kW)のディーゼル機関車は6動軸(車軸配置C-C)のRSD-15のみであった。出力の増大は、従来はV型12気筒で使用していた251型ディーゼルエンジンを16気筒に組み合わせることにより実現した。
本形式を改良し、ディーゼル機関車の第二世代ともいうべきセンチュリー・シリーズとしたのが、4動軸・2,400馬力のC-424である。RS-27の設計記号がDL-640であるのに対してC-424がDL-640Aであり、またメーカーのカタログにおいてRS-27にとってかわったのがC-424であることから、その関係は明らかである。
RSシリーズのなかでも特徴的なのは外見で、エンジンが車体前後方向(クランク軸方向)に拡大したために運転台が車端に寄り、ショート・フードが非常に短く、かつ高さの低いものとなった。

## 新製時の所有者
| 鉄道                                        | 両数 | ロードナンバー | 備考                                                                                           |
| ------------------------------------------- | ---- | -------------- | ---------------------------------------------------------------------------------------------- |
| アルコ (デモ車)                             | 5    | 640-1 - 640-5  | 4両がユニオン・パシフィック鉄道(UP)675-678へ、 1両がC424に改造されてペンシルバニア鉄道(PRR)へ  |
| シカゴ・アンド・ノース・ウェスタン鉄道(CNW) | 4    | 900-903        | 3両がグリーン・ベイ・アンド・ウェスタン鉄道(GBW)316-318へ、1両がピーボディ炭坑(Peabody Coal)へ |
| グリーン・ベイ・アンド・ウェスタン鉄道(GBW) | 1    | 310            |                                                                                                |
| ペンシルバニア鉄道(PRR)                     | 15   | 2400-2414      | ペン・セントラル鉄道(PC)とコンレール(CR)へ。ロードナンバーは不変                               |
| スー・ライン鉄道(SOO)                       | 2    | 415-416        |                                                                                                |
| 合計                                        | 27   |                |                                                                                                |